# Douglas Proudfoot
Douglas Proudfoot won acht keer het Zuid-Afrikaans Amateur Kampioenschap , voor het laatst in 1902 in King William's Town. 
Proudfoot werd in 1894 de eerste captain van golfclub Graaff-Reinet in Karoo. De club was negen jaar jonger dan de Royal Cape Golf Club, de oudste club van Zuid-Afrika, en had maar negen holes. De greens waren tot 1994 van zand en olie.
Al voordat er een Zuid-Afrikaanse Golf Frederatie in 1910 werd opgericht, bestond het Zuid-Afrikaans Amateur Kampioenschap. De trofee werd door de Union Steamship Co. beschikbaar gesteld, en nadat Proudfoot hem drie keer gewonnen had en dus mocht behouden, gaf het bedrijf weer een nieuwe trofee, onder voorwaarde dat deze een wisselbeker zou blijven.
Proudfoot won ook het Transvaal Amateur in 1895.
Drie amateurs, Proudfoot, Reg Taylor  en Jimmy Prentice, werden opgenomen in de Southern Africa Golf Hall of Fame. toen deze in 2009 in het Museum of Golf werd geopend. 

## Gewonnen
- Zuid-Afrikaans Amateur Kampioenschap in 1893, 1894, 1895, 1896, 1897, 1898, 1899, 1902
- Transvaal Open in 1895